# Leptodactylus pentadactylus
Espèce
Synonymes
- Rana pentadactyla Laurenti, 1768
- Rana gigas Spix, 1824
- Rana coriacea Spix, 1824
- Rana pachypus bilineata Mayer, 1835
- Leptodactylus goliath Jiménez de la Espada, 1875
- Leptodactylus macroblepharus Miranda-Ribeiro, 1926
- Leptodactylus pentadactylus dengleri Melin, 1941
- Leptodactylus pentadactylus rubidoides Andersson, 1945

Statut de conservation UICN

 LC  : Préoccupation mineure
Leptodactylus pentadactylus est une espèce d'amphibiens de la famille des Leptodactylidae.

## Répartition et habitat
Cette espèce se rencontre dans le bassin de l'Amazone, : au Brésil, en Bolivie, au Pérou, en Équateur, en Colombie, au Costa Rica et en Guyane.
Elle vit dans la forêt tropicale humide, près des cours d'eau à faible débit voire dans des habitats éloignés de toute étendue d'eau.

## Galerie

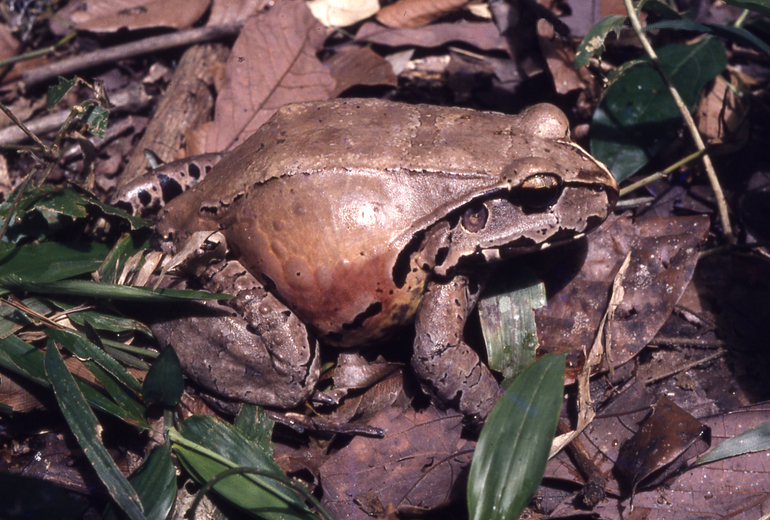
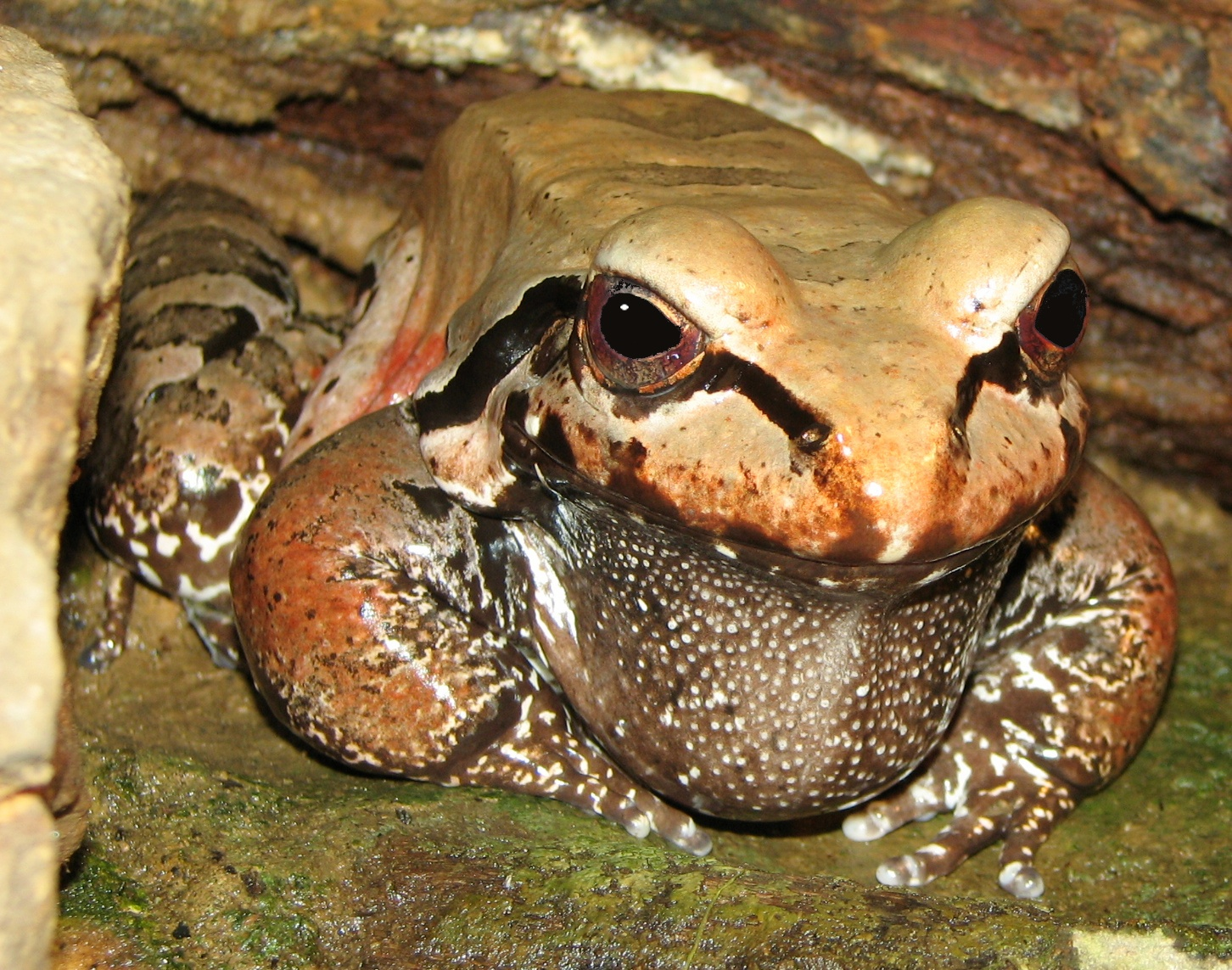
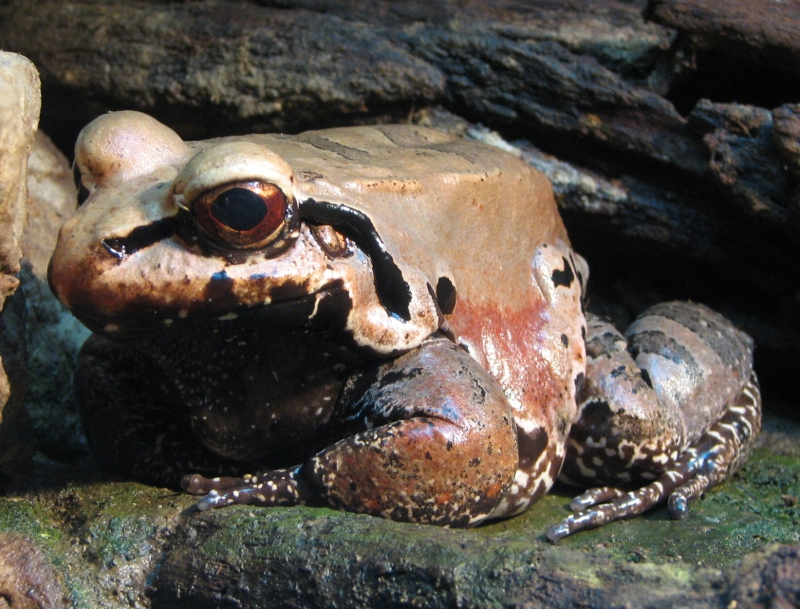
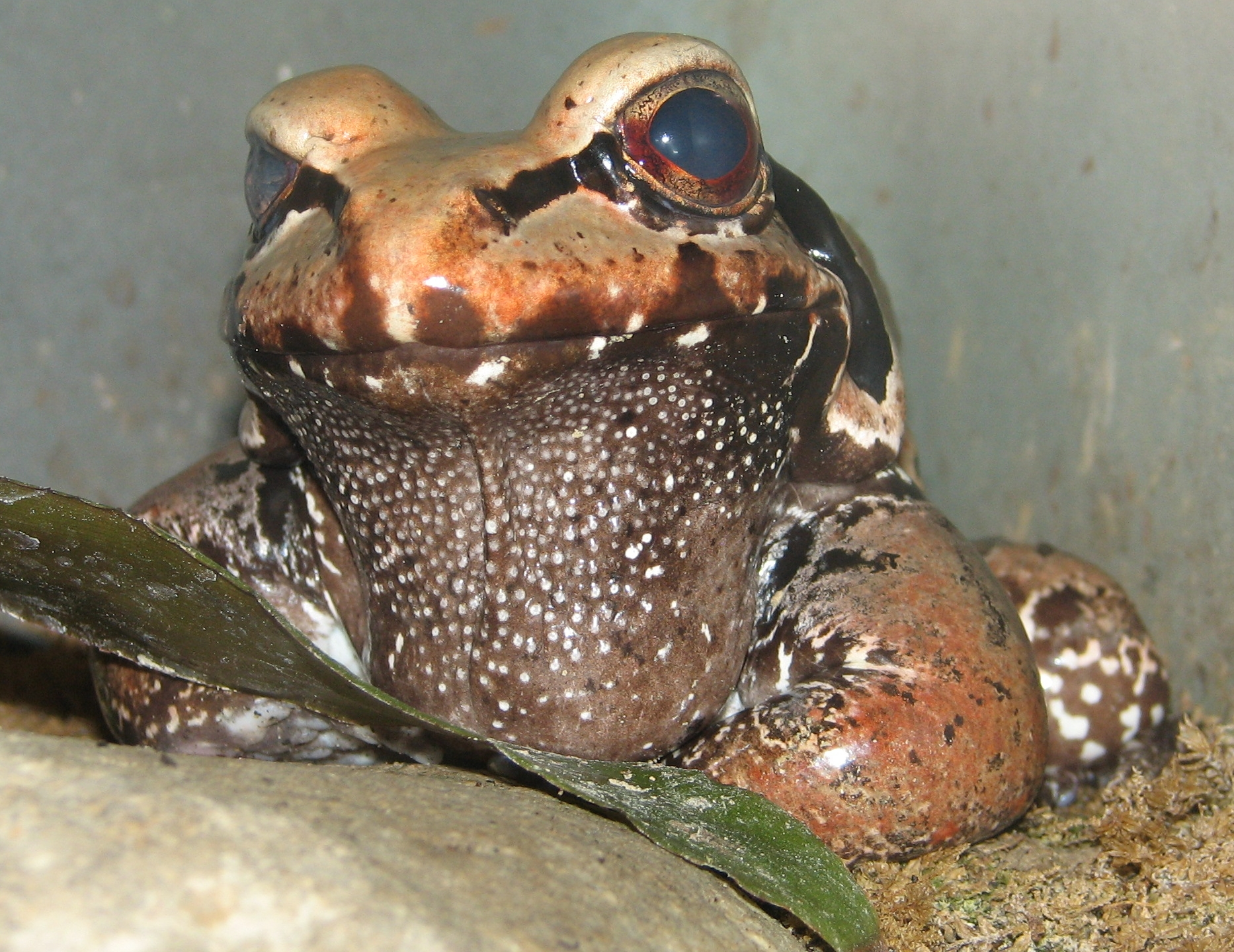

## Étymologie
Le nom spécifique pentadactylus vient du latin penta, cinq, et de dactylus, le doigt, en référence à l'illustration originale qui comportait cinq doigts.

## Publication originale
- Laurenti, 1768 : Specimen medicum, exhibens synopsin reptilium emendatam cum experimentis circa venena et antidota reptilium austriacorum Vienna Joan Thomae p. 1-217 (texte intégral).